# Sándor Párvy
Sándor Párvy von Kis-Kónya (ur. 30 września 1848 w Gyöngyös, zm. 24 marca 1919 w Budapeszcie) – węgierski duchowny rzymskokatolicki, biskup spiski.

## Życiorys
Po odbyciu studiów teologicznych w Pázmáneum 20 lipca 1871 otrzymał święcenia diakonatu, a 8 października 1871 prezbiteriatu i został kapłanem archidiecezji jagierskiej. Pracował m.in. jako prefekt seminarium, archiwista archidiecezjalny i sekretarz arcybiskupa.
27 marca 1903 papież Leon XIII mianował go biskupem pomocniczym archidiecezji jagierskiej oraz biskupem tytularnym carpazyjskim. 19 kwietnia 1903 przyjął sakrę biskupią z rąk arcybiskupa jagierskiego Józsefa Samassy. Współkonsekratorami byli biskup rożnawski Ján Ivánkovits oraz biskup pomocniczy wielkowaradyński Wolfgang Radnai.
25 czerwca 1904 papież Pius X mianował go biskupem spiskim. Bp Párvy był skonfliktowany z narodowo nastawioną częścią duchowieństwa słowackiego, a szczególnie z jednym z przywódców słowackiego odrodzenia narodowego ks. Andrejem Hlinką, który był kapłanem diecezji spiskiej. Bp Párvy zawiesił ks. Hlinkę w czynnościach kapłańskich z powodu oskarżenia o zdradę Węgier, jednak decyzja ta została uchylona przez sąd papieski.
Za pontyfikatu bpa Párvy doszło do zmiany granic i oderwaniu się diecezji spiskiej od Węgier. Bp Párva był ostatnim Węgrem na spiskim biskupstwie.